# A Boy and His Dog (curta-metragem)
A Boy and His Dog é um filme de drama em curta-metragem estadunidense de 1946 dirigido e escrito por LeRoy Prinz e Saul Elkins. Venceu o Oscar de melhor curta-metragem em live-action: 2 bobinas na edição de 1947.

## Elenco
- Harry Davenport - Jim Kirby
- Billy Sheffield - Davy Allen
- Dorothy Adams - Mrs. Allen
- Russell Simpson - Mr. Thornycroft
- Eddie Waller - Xerife